# Pteris austrosinica
Pteris austrosinica är en kantbräkenväxtart som först beskrevs av Ren-Chang Ching, och fick sitt nu gällande namn av Ren-Chang Ching. Pteris austrosinica ingår i släktet Pteris och familjen Pteridaceae. Inga underarter finns listade.